# Werchniaki
Werchniaki (ukr. Верхняки) – wieś na Ukrainie w rejonie starokonstantynowskim obwodu chmielnickiego.
Miejscowość opisana w książce Zofii Kossak pt. Pożoga. Wspomnienie z Wołynia 1917-1919.